# Iglesia greco-católica húngara

El mapa de las eparquías de la Iglesia greco-católica húngara

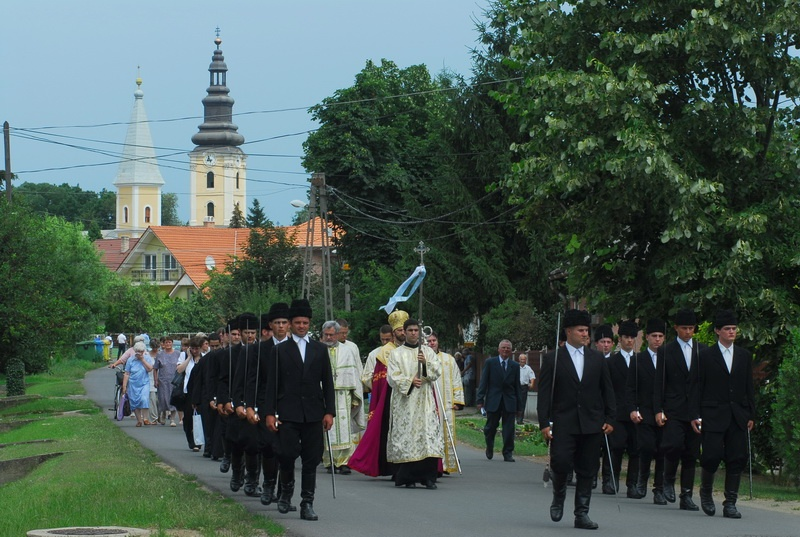
Procesión greco-católica húngara.

La Iglesia greco-católica húngara (en húngaro Magyar görögkatolikus egyház y en el Anuario Pontificio: Chiesa Ungherese) es una de las 24 Iglesias sui iuris integrantes de la Iglesia católica. Es una Iglesia oriental católica que sigue la tradición litúrgica constantinopolitana (o bizantina) en la que utiliza como lenguaje litúrgico el húngaro, aunque la Santa Sede no lo ha aprobado y ordenó el uso del idioma griego (koiné), pero que las guerras mundiales impidieron que se hiciera efectivo. Desde el 20 de marzo de 2015 está organizada como Iglesia metropolitana sui iuris de acuerdo a la forma prescripta por el título 6 del Código de los cánones de las Iglesias orientales, bajo supervisión de la Congregación para las Iglesias Orientales. Está presidida por el archieparca metropolitano de Hajdúdorog, cuya sede se encuentra en Debrecen en Hungría. El territorio propio de esta Iglesia abarca todo el Estado húngaro.

## Historia
Durante la Edad Media hubo una presencia ortodoxa en la actual Hungría, existiendo varios monasterios bizantinos durante los siglos XI y XII, los que no sobrevivieron a las invasiones tártaras del siglo XIII.
Los greco-católicos de Hungría estuvieron originalmente concentrados en lo que es ahora el noreste de Hungría. Esa región estuvo históricamente habitada por cristianos ortodoxos rutenos y rumanos. Los serbios que escapaban del avance turco en los siglos XV y XVI se establecieron posteriormente en lo que luego fue Hungría, pero después emigraron hacia la actual Serbia. Cuando los turcos fueron expulsados de la región de Viena en 1683 y de Buda y el centro de Hungría en 1686, los rutenos y eslovacos (y en menor medida griegos y serbios) se establecieron en las despobladas tierras de Hungría. La eparquía rutena de Mukáchevo (en húngaro: Munkács) tenía jurisdicción sobre esos cristianos que en su mayoría se volvieron católicos, reteniendo su rito bizantino.
En el siglo XVIII un grupo de protestantes húngaros se unieron a la Iglesia católica adoptando el rito bizantino en vez del latino. Principalmente debido a este último elemento, los greco-católicos de Hungría comenzaron a utilizar el lenguaje húngaro en la liturgia en lugar del eslavo eclesiástico. Las propuestas de utilización de la lengua húngara fueron resistidas por las autoridades de la Iglesia, por lo que la primera traducción al húngaro de la liturgia de San Juan Crisóstomo fue publicada en el 1795 para estudios privados. Un libro conteniendo las partes de la liturgia que el pueblo cantaba fue publicado en 1862, y luego otros libros, ninguno de los cuales recibió la autorización eclesiástica. Representantes de 58 parroquias húngaro-parlantes se encontraron en 1868 y establecieron una organización para promover el uso litúrgico de la lengua húngara y el establecimiento de una eparquía separada.
En 1882 se publicó, sin la aprobación eclesiástica formal, la traducción húngara de la Liturgia de San Juan Crisóstomo que actualmente se usa, que fue posteriormente seguida por traducciones al húngaro de otros textos litúrgicos.
Durante el peregrinaje a Roma de un grupo de greco-católicos húngaros con motivo del año santo de 1900, se presentó al papa León XIII una petición para que fuera aprobado el uso del idioma húngaro en la liturgia y se creara una diócesis para ellos.

## Archieparquía metropolitana de  Hajdúdorog
El emperador Francisco José I aprobó el 6 de mayo de 1912 la creación de la eparquía de Hajdúdorog (en latín Haidudoroghensis) para las 162 parroquias greco-católicas húngaro-parlantes. El papa Pío X la erigió canónicamente mediante la bula Christifideles Graeci del 8 de junio de 1912, y la Asamblea Nacional de Hungría la aprobó mediante la Ley XXXV de 1913. La nueva eparquía comprendió parroquias pertenecientes a las diócesis de: Munkács (hoy Mukáchevo en Ucrania, 70 parroquias), Eperjes (hoy Prešov en Eslovaquia, 8 parroquias), Nagyvárad (hoy Oradea en Rumania, 44 parroquias), Gyulafehérvár-Fogaras (hoy Făgăraş-Alba Iulia en Rumania, 35 parroquias), Szamosújvár (hoy Gherla en Rumania, 4 parroquias) y 1 en Esztergom (en Hungría). Luego del Tratado de Trianón, 75 parroquias quedaron dentro de Rumania, para las que la Santa Sede y el Gobierno rumano firmaron un concordato en 1930. Otras 4 parroquias quedaron dentro de Checoslovaquia, perteneciendo a la Eparquía de Mukachevo desde 1937, pero después de la Segunda Guerra Mundial quedaron dentro de la de Prešov. En 1935 pasaron a Hungría parroquias de Bedőt y de Battonyát, que pertenecían a las diócesis rumanas de Oradea y de Lugoj, por lo que la Santa Sede las anexó a Hajdúdorog. Debido a que Hajdúdorog era una población muy pequeña, el obispo de la eparquía inicialmente estableció su residencia en Debrecen en 1913, y desde 1914 lo hizo en Nyíregyháza, en donde hasta hoy se halla la sede.
El papa limitó el uso del idioma húngaro a las funciones no litúrgicas, requiriendo a los clérigos el uso del griego en la liturgia, pero concedió un intervalo de tres años para efectuar el cambio de lenguaje. Debido a la Primera Guerra Mundial, este intervalo fue prolongado indefinidamente y el uso del húngaro ha continuado, completándose la traducción y publicación de los libros necesarios en la década de 1930.
El cambio de la fronteras nacionales después de la Primera Guerra Mundial redujo el territorio de la Eparquía de Hajdúdorog de 168 parroquias a solo 90. La eparquía es sufragánea del arzobispado metropolitano latino de Esztergom–Budapest
Los greco-católicos de Hungría no sufrieron las sangrientas persecuciones que sus homólogos de otros países comunistas, pero debieron soportar muchas restricciones.
Hasta 1980 la Eparquía de Hajdúdorog tenía jurisdicción en la parte este del país (arquidiócesis de Eger) y la ciudad de Budapest, pero ese año fue extendida al resto de Hungría.
De acuerdo al Anuario Pontificio de 2008, la eparquía tenía 270 000 fieles, 146 parroquias, 220 sacerdotes seculares, 7 sacerdotes religiosos, 11 religiosas mujeres, 11 religiosos varones, 2 diáconos permanentes y 50 seminaristas.
El 19 de marzo de 2015 el papa Francisco promovió esta jurisdicción a archieparquía metropolitana de Hajdúdorog, elevando el rango de la Iglesia oriental húngara a metropolitana sui iuris. A la vez parte de su territorio fue separado para crear la eparquía de Nyíregyháza, que junto con la de Miskolc pasaron a ser sus sufragáneas.

### Eparcas de Hajdúdorog
- Stefano Miklósy (23 de junio de 1913 – 30 de octubre de 1937)
- Miklós Dudás (25 de marzo de 1939 – 15 de julio de 1972)
- Imre Timkó (7 de enero de 1975 - 30 de marzo de 1988)
- Szilárd Keresztes (30 de junio de 1988 – 10 de noviembre de 2007)
- Szilárd Keresztes (10 de noviembre de 2007 – 2 de mayo de 2008) administrador apostólico
- Peter Fülöp Kocsis (2 de mayo de 2008 - 20 de marzo de 2015)[4]

### Archieparcas metropolitanos de Hajdúdorog
- Peter Fülöp Kocsis (20 de marzo de 2015 - en el cargo)

## Eparquía de Miskolc
Dentro de Hungría había también 21 parroquias de la eparquía de Prešov y una de la eparquía de Mukáchevo, que habían permanecido dentro del país después de la creación de Checoslovaquia. El 4 de junio de 1924 ellas formaron el nuevo exarcado apostólico de Miskolc (en latín Miskolcensis). Al principio, debido a que usaban el eslavo eclesiástico en la liturgia, fueron clasificadas como greco-católicas rutenas, pero actualmente son consideradas como parte de la Iglesia greco-católica húngara luego que desde la década de 1940 comenzaron a usar el idioma húngaro en la liturgia. Desde esa década los eparcas de Hajdúdorog comenzaron a administrar el exarcado apostólico.
En 1925 la sede del exarcado se estableció en Ózd y en 1972 fue trasladada a Múcsony.
De acuerdo al Anuario Pontificio de 2008, el exarcado apostólico tenía 20 000 fieles, 30 parroquias, 38 sacerdotes seculares y 3 seminaristas.
El 20 de marzo de 2015 el exarcado apostólico fue promovido a eparquía de Miskolc.

### Exarcas de Miskolc
- Antal Papp (14 de julio de 1924 - 24 de diciembre de 1945)
- Szántay Szémán Miklós ( - 2 de diciembre de 1950) Administrador
- Dudás Miklós (18 de diciembre de 1946 - 15 de julio de 1972) Administrador
- Imre Timkó (7 de enero de 1975 – 30 de marzo de 1988)
- Szilárd Keresztes (30 de junio de 1988 – 10 de noviembre de 2007)
- Peter Fülöp Kocsis (2 de mayo de 2008 – 5 de marzo de 2011) Administrador apostólico
- Atanáz Orosz (5 de marzo de 2011 - 20 de marzo de 2015)[5]

### Eparcas de Miskolc
- Atanáz Orosz (20 de marzo de 2015 - en el cargo)

### Parroquias de la eparquía de Miskolc
Abaújszántó, Abod, Alsóregmec, Baktakék, Baskó, Boldogkőváralja, Csobád, Edelény, Encs, Felsővadász, Filkeháza, Gadna, Garadna, Homrogd, Irota, Kány, Kazincbarcika, Mikóháza, Mogyoróska, Múcsony, Ózd, Pere, Rakaca, Rakacaszend, Sajószentpéter, Selyeb, Szikszó, Szuhakálló, Tornabarakony, Viszló.

## Eparquía de Nyíregyháza
La eparquía de Nyíregyháza fue creada por el papa Francisco el 20 de marzo de 2015 con parte del territorio de la hasta entonces eparquía de Hajdúdorog. Su catedral es Szent Miklós Görögkatolikus székesegyház en la ciudad de Nyiregyháza.

### Eparcas de Nyíregyháza
- Atanáz Orosz (administrador apostólico: 20 de marzo de 2015 - 31 de octubre de 2015)
- Ábel Szocska (administrador apostólico: 31 de octubre de 2015 - en el cargo)

## Diáspora
Un pequeño número de greco-católicos húngaros ha emigrado a América del Norte, donde sus pocas parroquias están agregadas, en los Estados Unidos, a la metrópolis rutena, y en Canadá a las eparquías ucranianas. La eparquía greco-católica ucraniana de Toronto y el este de Canadá incluye un deanato húngaro (Hungarian Deanery), que comprende las parroquias St. George's Hungarian Greek Catholic Church (en Welland), St. Michael the Archangel Hungarian Greek Catholic Church (en Hamilton) y St. George's Hungarian Greek Catholic Church (en Courtland), todas en Ontario.

## Jurisdicciones
De acuerdo al Anuario Pontificio 2018 en el metropolitanato sui iurisde Hajdúdorog a fines de 2017 existían las siguientes circunscripciones eclesiásticas:
| Circunscripción | Tipo                        | País/países | Provincia eclesiástica | Ciudad sede | Fieles bautizados (2017) | Obispos | Parroquias | Sacerdotes seculares | Sacerdotes religiosos | Religiosos | Religiosas | Diáconos permanentes | Seminaristas |
| --------------- | --------------------------- | ----------- | ---------------------- | ----------- | ------------------------ | ------- | ---------- | -------------------- | --------------------- | ---------- | ---------- | -------------------- | ------------ |
| Hajdúdorog      | Archieparquía metropolitana | Hungría     | Hajdúdorog             | Hajdúdorog  | 110 000                  | 2       | 42         | 61                   | 0                     | 0          | 0          | 4                    | 39           |
| Miskolc         | Eparquía sufragánea         | Hungría     | Hajdúdorog             | Miskolc     | 50 000                   | 1       | 62         | 70                   | 0                     | 0          | 1          | 1                    | 20           |
| Nyíregyháza     | Eparquía sufragánea         | Hungría     | Hajdúdorog             | Nyíregyháza | 102 484                  | 0       | 84         | 106                  | 6                     | 11         | 3          | 0                    | 23           |
| TOTAL           | -                           | -           | -                      | -           | 262 484                  | 3       | 188        | 237                  | 6                     | 11         | 4          | 5                    | 82           |